# Humanistisk naturalism
Humanistisk naturalism är en gren av filosofisk naturalism som säger att människor bäst kan kontrollera och förstå världen genom användning av vetenskapliga metoder, i kombination med de sociala och etiska värderingarna av humanism. 
Begreppen andlighet, intuition, och metafysik anses endast vara subjektiva värden, främst för att de är inte går att bevisa att de är sanna men inte nödvändigtvis falska heller, och därför kan de aldrig utvecklas bortom personliga åsikt. 
En gräns är inte dragen mellan naturen och vad som ligger "bortom" naturen; allt betraktas som ett resultat av förklarliga processer inom naturen, med ingenting liggande utanför den.
Tron är att alla levande ting är intrikata förlängningar av naturen, och därför förtjänar en viss grad av ömsesidig respekt från människor. Naturalister accepterar behovet av anpassning till aktuella förändringar, hur det än må vara, och även att livet måste livnära sig på livet för överlevnad. 
Men de inser också behovet av ett rättvist utbyte av resurser mellan alla arter. Humanistiska naturalister förknippas i allmänhet med de etiska aspekterna av en naturalistisk världsåskådning. 